# A1-es autópálya (Szlovénia)
Az A1-es autópálya (szlovénül: avtocesta A1) más néven "Slovenika" vagy "Primorska" vagy "Stájer autópálya" egy autópálya Szlovéniában. Az autópálya 241 km hosszú, összeköttetést biztosít az osztrák határ és az Adriai-tenger között. 
Nagyobb városok az autópálya mentén: Maribor, Celje, Ljubljana, Koper. Az autópályát 1970-ben kezdték el építeni, 1972-ben elkészült az első szakasz Vhrnika és Postojna között. jugoszláv időkben az út először a 6-os, majd 10-es számot viselte. Az ország függetlensége óta a korábbi  Villach–Zágráb kapcsolat helyett a Graz–Trieszt lett az ország fő ütőere. Koperrel történő összekapcsolása 2004 november 24-én valósult meg. A következő szakasz átadására 2005. augusztus 12-én került sor Trojane és Blagovica között. Az utolsó szakaszát - Maribor keleti elkerülőjeként - 2009. augusztus 14-én adták át. Az A5-ös autópályával együtt Koper és Magyarországon át Ukrajna felé képez NATO-Korridort.

## Európai útszámozás
| Szám | Útvonal                                            |
| ---- | -------------------------------------------------- |
|      | / Šentilj - Ljubljana (Razcep Malence)             |
|      | / Šentilj - Maribor (Razcep Slivnica)              |
|      | Ljubljana (Razcep Kozarje) - Divača (Razcep Gabrk) |
|      | Divača (Razcep Gabrk) - Ljubljana (Razcep Malence) |

## Képgaléria

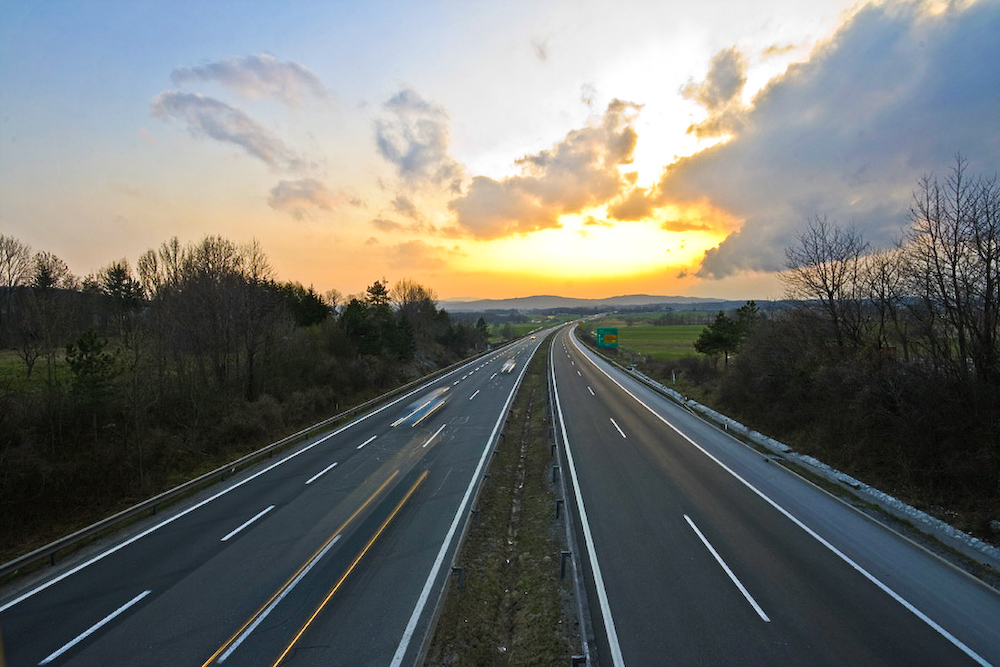
Napnyugta az autópályán Celje közelében
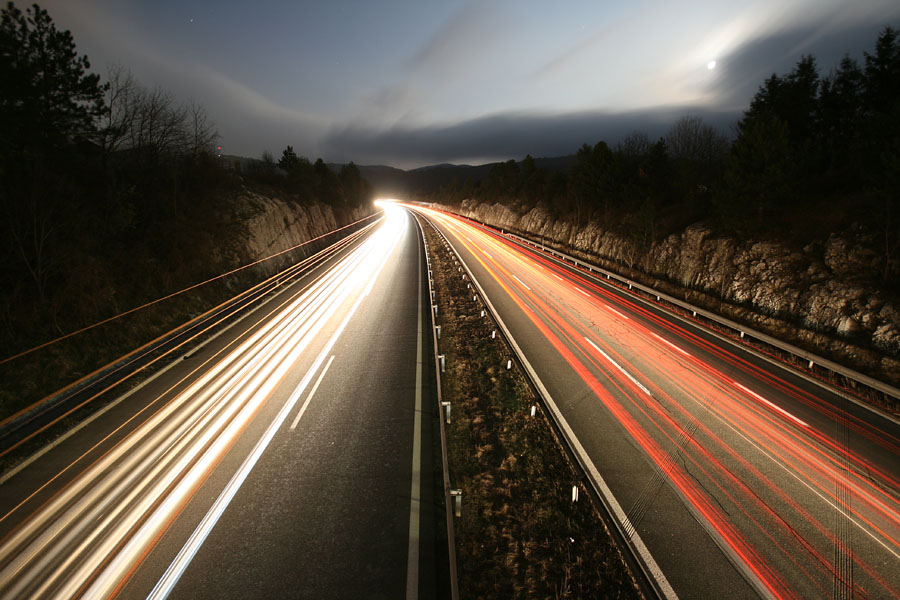
Éjjeli forgalom
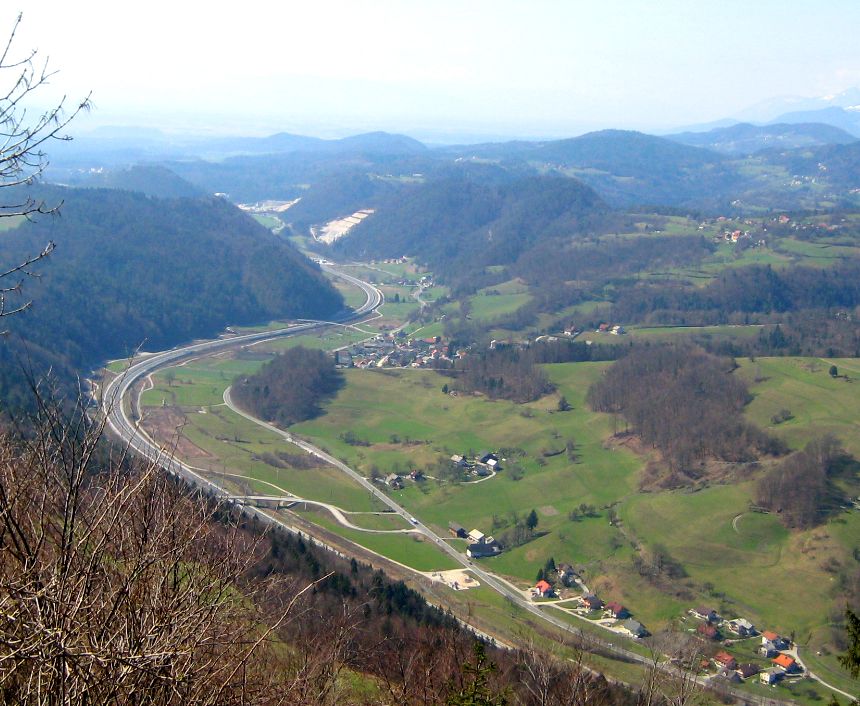
Krašnja közelében
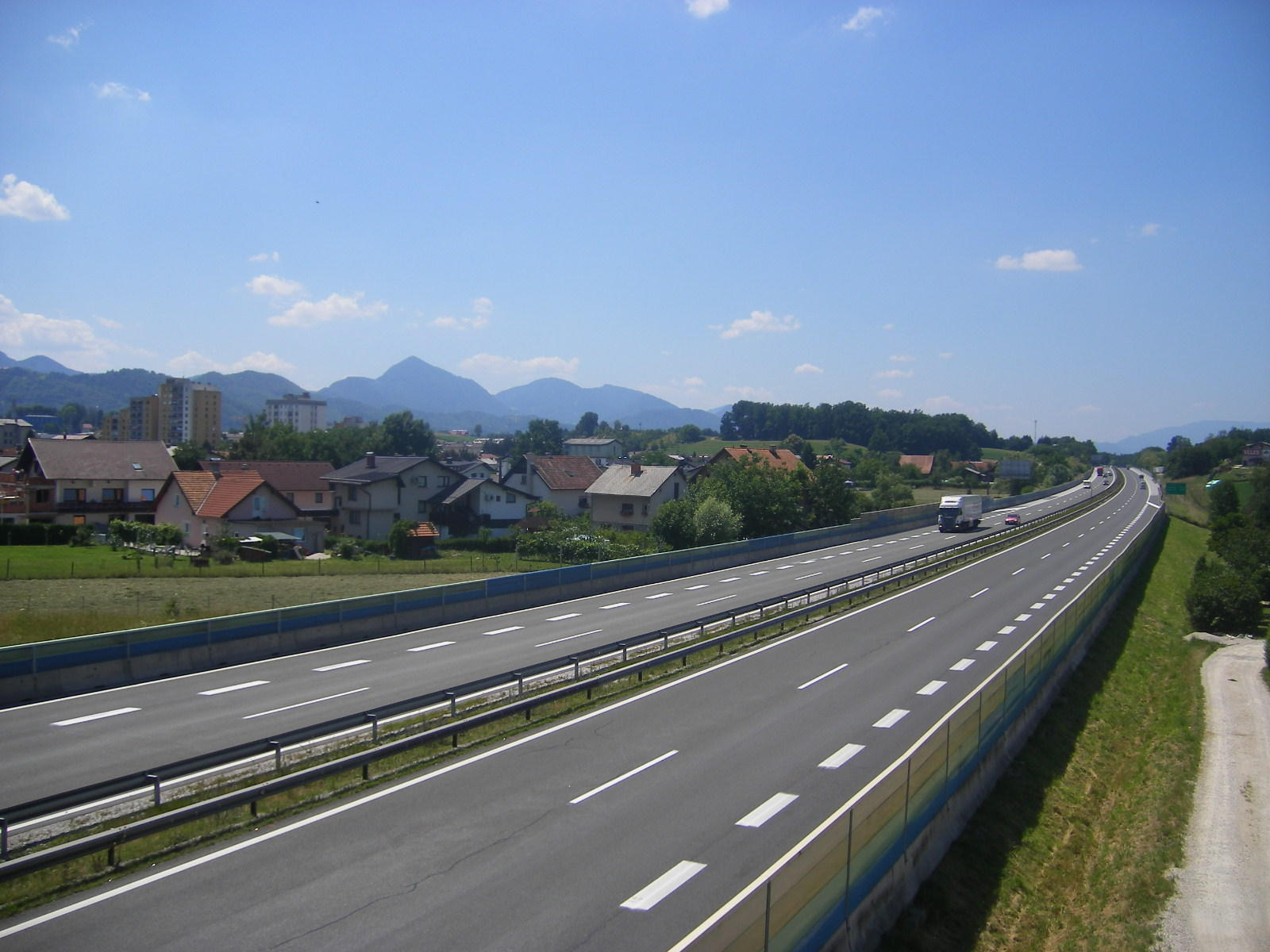
Celjei elkerülő szakasz